# Верный (Белгородская область)
Верный — хутор в Волоконовском районе Белгородской области России. В составе Тишанского сельского поселения.

## География
Хутор расположен в юго-восточной части Белгородской области близ границы с Украиной, на левом берегу реки Волчьей (бассейна Северского Донца), в 20,5 км по прямой к юго-западу от районного центра Волоконовки. Ближайшие населённые пункты: на противоположном берегу Волчьей — хутора Криничный и Григорьевка выше по руслу, а хутор Волчий-Первый напротив; на том же берегу Волчьей — хутора Зелёный Клин выше и Бочанка ниже по руслу.

## Население
| 2002 | 2010 |
| ---- | ---- |
| 31   | ↗36  |